# Thinobius delicatulus
Thinobius delicatulus är en skalbaggsart som beskrevs av Ernst Gustav Kraatz 1857. Thinobius delicatulus ingår i släktet Thinobius och familjen kortvingar. Inga underarter finns listade i Catalogue of Life.